# Tú tài I và II
Tú tài I và II là hai kỳ thi trong học trình giáo dục bậc trung học của nền giáo dục Việt Nam Cộng hòa.

## Lịch sử
Danh từ Tú tài I và Tú tài II lần đầu tiên được dùng ở Việt Nam vào thời Pháp thuộc. Tháng Tám năm 1928 Nha học chính Đông Dương mở kỳ thi Tú tài I đầu tiên. Sang năm sau vào Tháng Chín 1929 thì tổ chức kỳ thi Tú tài II. Lúc bấy giờ bằng Tú tài I và II lấy mẫu từ bằng Baccalauréat Première Partie và Deuxième Partie của Pháp, dùng tiếng Pháp làm chuyển ngữ, tiếng Việt chỉ là ngôn ngữ phụ trong trường học. Năm 1945 vua Bảo Đại ra đạo luật dùng chữ Quốc ngữ trong kỳ thi Tú tài nhưng phải đợi đến thời Đệ Nhất Cộng hòa Việt Nam tiếng Việt mới được đưa vào làm ngôn ngữ chính.
Khi đất nước Việt Nam chia đôi thành Việt Nam Cộng hòa ở phía nam vĩ tuyến 17 và Việt Nam Dân chủ Cộng hòa ở phía bắc thì danh từ Tú tài bị bỏ hẳn ở ngoài Bắc, thay vào đó là tên "bằng tốt nghiệp cấp III". Ở Miền Nam thì tiếp tục dùng Tú tài I và II là hai đợt thi tuyển quan trọng ở bậc trung học.

## Thể lệ

### Phần thí sinh
| Tỷ số thi đậu Tú tài | Tỷ số thi đậu Tú tài | Tỷ số thi đậu Tú tài |
| Niên học             | Tỷ số đậu Tú tài I   | Tỷ số đậu Tú tài II  |
| -------------------- | -------------------- | -------------------- |
| 1964                 | 22%                  | 32%                  |
| 1969                 |                      | 39%                  |
| 1970                 |                      | 62%                  |
| 1971                 |                      | 53%                  |

Học sinh sắp xong lớp 11 phải thi Tú tài I (còn gọi là Tú tài bán phần) để lên lớp 12. Năm 1972 ghi thêm điều kiện thí sinh phải 17 tuổi cùng phải nộp học bạ hay chứng chỉ của hai lớp 10 và 11. Nếu 18 tuổi trở lên thì miễn nộp học bạ. Dưới 16 tuổi thì phải nộp đơn xin miễn tuổi. Hồ sơ phải kèm giấy khai sinh, học bạ hoặc chứng chỉ học trình, cùng chứng chỉ hợp lệ quân dịch.
Kỳ thi Tú tài I có phần viết và phần vấn đáp. Phần vấn đáp bị loại bỏ năm 1968. Văn bằng Tú tài I còn được dùng để tuyển nhân sự cho một số học viện như Học viện Cảnh sát Quốc gia, hoặc trường cao đẳng như Trường Cao đẳng Công chánh. Việc thi cử thường tổ chức thành hai đợt để ai hỏng đợt 1 có thể dự thi đợt 2. Nam giới ai hỏng thi Tú tài I phải trình diện nhập ngũ quân đội đi quân dịch hai năm hoặc vào Trường Hạ sĩ quan Đồng Đế  ở Nha Trang; đậu thì vào Trường Bộ binh Thủ Đức. Tú tài 1 năm 1972 thi ngày 2 tháng 8.
Tú tài II thi vào cuối năm lớp 12. Tú tài II, tức Tú tài toàn phần cũng có hai phần: phần viết và phần vấn đáp như Tú tài I. Sinh viên tuyển vào bậc đại học phải hội đủ điều kiện là đậu được bằng Tú tài II. Tú tài II năm 1972 thi khóa 1 ngày 5 tháng 7 và khóa 2 ngày 30 tháng 8.
Số liệu năm 1968 cho biết có 65.117 thí sinh nhập thi Tú tài I và 23.305 thi Tú tài II. Đến năm 1972 thì là 150.000 và 70.000.
Về tỷ lệ trúng tuyển chênh lệch tùy theo trường đào tạo. Dù vậy học sinh của những trường trung học có tiếng vẫn chỉ đậu Tú tài I khoảng 25-35%; Tú tài II đậu cao hơn khoảng 70-80%. Nhưng nói chung Tú tài I đậu 15-30% và Tú tài II khoảng 30-45%. Số liệu những niên học 1954-1964 cho thấy tỷ số chênh lệch từ 14,87% đến 44,92% cho Tú tài I và 30,07% đến 63,70% cho Tú tài II.

### Tổ chức thi của Nha Khảo thí
Việc tổ chức do Nha Khảo thí ở Sài Gòn điều hành thuộc Bộ Quốc gia Giáo dục. Ở các tỉnh thì có hội đồng giám thị gồm những giáo sư trung học giám sát để coi thi với sự trợ lực của tỉnh trưởng để giữ trật tự và an ninh. Cao hơn là hội đồng giám khảo để chấm thi ở bốn vùng: Huế, Nha Trang, Sài Gòn và Cần Thơ theo bốn khu học chánh, tương đương với bốn vùng chiến thuật của Quân lực Việt Nam Cộng hòa.

#### Coi thi
Ban soạn đề thi bị cô lập ở Sài Gòn khoảng một tuần để hoàn tất việc chọn đề rồi đem niêm phong cẩn thận. Đề thi cho mỗi tỉnh được đựng trong một cái rương nhôm có hai ổ khóa và được giữ bảo mật cho đến gần ngày thi thì giao cho hội đồng giám thị của từng tỉnh để phân phát đề thi cho mỗi trung tâm thi xuống tận mỗi phòng thi. Việc di chuyển đề thi vì cần giữ bảo mật nên có cảnh sát hộ tống. Mỗi phòng thi có hai giám thị: một giáo sư trung học và một giáo viên tiểu học. Ngoài ra là một giám thị hành lang để giữ trong ngoài nghiêm ngặt không ai ra vào trong khi thi. Bài thi của thí sinh phải có chữ ký của hai giám thị phòng thi để ngăn ngừa việc tráo bài thi. Việc di chuyển bài thi khi thí sinh đã nộp vào cũng đòi hỏi sự cẩn mật như việc di chuyển đề thi.
Vào đầu thập niên 1960 ngoài phần thi viết còn có phần thi vấn đáp. Phần này sau bãi bỏ kể từ năm 1968.

#### Chấm điểm
Giám khảo là giáo sư từ địa phương khác phái đến hòng tránh sự thiên vị và gian lận khi lo việc chấm điểm từng bài chia theo môn. Mỗi môn có 7-8 giám khảo. Mỗi bài được chấm hai lần do hai giáo sư, nhất là những bài có điểm cao thì việc duyệt lại càng nghiêm ngặt. Bài thi cũng không ghi tên thí sinh mà chỉ có số ký hiệu. Điểm chấm thì ghi trên tấm phiếu rời có ghi ký hiệu để khi chấm xong thì ráp lại, cộng điểm, xếp hạng "ưu", "bình", thứ", rồi lập danh sách các thí sinh trúng tuyển để công bố.
Kết quả cuộc thi được thông cáo ở trường sở dự thi. Thí sinh đến nghe kết quả có nơi lên đến hàng chục ngàn.

## Cải tổ

### Bỏ Tú tài I
Niên khóa 1972-1973, bởi Nghị Định số 939 GD/KHPC/HV/NĐ bãi bỏ Tú tài I và chỉ thi mỗi một bằng Tú tài toàn phần, nay gọi là Tú tài phổ thông xem như bằng tốt nghiệp trung học. Tú tài phổ thông sau đó được tổ chức thi vào 2 đợt: khoảng Tháng Sáu đến Tháng Bảy và lần nữa vào Tháng Tám Tháng Chín mỗi năm.

### Thi trắc nghiệm
Việc chấm thi cũng đổi vì thay vì viết luận văn, bài thi được soạn theo thể trắc nghiệm để chấm bằng máy điện toán IBM bắt đầu từ năm 1974. Tỷ số trúng tuyển tăng lên thành 50%.

## Sau năm 1975
Sau năm 1975 thì mô hình giáo dục của Việt Nam Cộng hòa bị thay đổi hoàn toàn và kỳ thi Tú tài cũng như bằng Tú tài biến mất.
Sang thế kỷ XXI danh từ Tú tài mới tái xuất hiện là một học vị trong hệ thống giáo dục của nước Cộng hòa Xã hội Chủ nghĩa Việt Nam.